# Abbaye de Rohr
L'abbaye de Rohr est une ancienne abbaye des chanoines réguliers de saint Augustin, devenue abbaye bénédictine en 1946. Elle se situe en Basse-Bavière et appartient à la congrégation bénédictine de Bavière depuis 1984. Elle est vouée à saint Venceslas de Bohême. Elle s'occupe entre autres d'un collège-lycée-internat (Gymnasium).

## Histoire
Le seigneur Adalbert de Rohr fonde l'abbaye en 1133, après la mort en couches de son épouse, et l'évêque de Ratisbonne la confie aux chanoines augustins qui la vouent à Notre-Dame de l'Assomption. Le Pape Innocent II la prend sous sa protection apostolique en 1136 et confirme la règle augustine, ainsi que son successeur le Pape Eugène III en 1153.
L'empereur Frédéric Barberousse lui accorde des privilèges en 1158.
Saint Nicolas de Cues, visiteur apostolique, y séjourne en 1452, lorsque l'abbaye devient un centre de renouveau catholique.
L'abbaye est gravement endommagée par les armées suédoises pendant la guerre de Trente Ans et une partie des bâtiments est incendiée en 1632. Les troupes impériales y établissent leurs quartiers en 1648, ce qui aggrave encore son état.
Après la Paix de Westphalie, l'abbaye peut enfin se relever. Une nouvelle ère de prospérité s'ouvre sous le priorat de Patritius von Heyden à partir de 1685, jusqu'à sa mort en 1730. L'abbaye est reconstruite en style baroque et les intérieurs des appartements, des bâtiments conventuels et de l'église sont décorés en style rococo. Les chanoines s'agrègent en 1715 aux chanoines réguliers de la congrégation du Très-Saint-Sauveur de Latran ou Chanoines de Latran fondée en 1059.
Les figures sculptées de l'Assomption (1722-1723) au-dessus du maître-autel de l'église abbatiale sont un véritable chef-d'œuvre du Theatrum Sacrum de l'art rococo. Cette composition est l'une des plus célèbres du sculpteur munichois Egid Quirin Asam.
L'aile gauche de l'abbaye est achevée en 1760-1761.
La sécularisation de l'abbaye intervient le 28 mars 1803, lui portant un coup fatal. Les chanoines sont expulsés, leur domaine et les bâtiments confisqués par l'État.

## Deuxième fondation
Des Sœurs cisterciennes de l'abbaye de Seligenthal à Landshut font une tentative de fondation en 1880, après avoir racheté une partie des bâtiments, mais doivent repartir quelques années plus tard.

## Troisième fondation
Des Pères de l'Ordre des Prémontrés viennent remplacer les cinsterciennes en 1890, mais cette entreprise échoue elle-aussi, faute de moyens.

## Quatrième fondation
Après l'expulsion des populations allemandes des Sudètes (Bohême), après la guerre, les moines bénédictins chassés de leur abbaye de Branau (aujourd'hui Broumov en Tchéquie) s'installent à Rohr, grâce à l'aide du TRP Corbinian Hofmeister, osb, et ouvrent un Gymnasium. L'abbaye est consacrée à saint Venceslas, roi de Bohême.